# Герб Арроншеша
Ге́рб Арро́ншеша — офіційний символ містечка Арроншеш, Португалія. Використовується як територіальний герб. У срібному щиті пурпуровий замок із трьома баштами, срібними вікнами і відкритою брамою. Над ним, у голові щита, п'ятірка португальських щитків, обрамлена з обох боків зеленими дубовими гілками. Внизу щита синя хвиляста смуга. Щит увінчує срібна мурована містечкова корона з чотирма вежами.  Під щитом біла стрічка, на якій великими літерами напис португальською: «Arronches» (Арроншеш).  Офіційно затверджений 6 лютого 1986 року.  

## Галерея

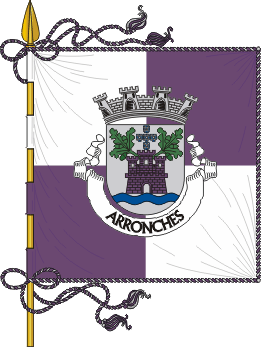
Прапор